# نقولا ناصيف
نقولا ناصيف (مواليد 1954) هو صحفي وكاتب ومحلل سياسي لبناني. يعمل ناصيف صحافيًا في جريدة «الأخبار» اللبنانية اليومية منذ عام 2006، وهو مراسل إذاعة «مونتي كارلو الدولية» في باريس منذ عام 2000 ثم في بيروت. له مؤلفات عدة منها «كميل شمعون آخر العمالقة» (1988)، «المسرح والكواليس، انتخابات 1996» (1996)، «جوزف مغيزل سيرة النضال والحب» (1998)، «ريمون اده، جمهورية الضمير» (2002)، «المكتب الثاني، حاكم في الظل» (2005)، «جمهورية فؤاد شهاب» (2008)، «سرّ الدولة، فصول في تاريخ الأمن العام 1945 ـ 1977» (2013)، «جيوش لبنان انقسامات وولاءات» (2016).

## آراؤه
عن انفجار ميناء بيروت سنة 2020، ألقى ناصيف باللوم على كل من كان على علم مسبق بما وصفه «بالقنبلة الموقوتة»، بدءاً بالجمارك والهيئة الموقتة والقضاء صعوداً إلى رئيس الحكومة ورئيس الجمهورية.

## آراء النقاد
تقول ريتا فرج في تعليقها على كتاب نقولا ناصيف «سرّ الدولة: فصول في تاريخ الأمن العام 1945 ــــ 1977»: «ليس سهلاً تقديم مادة تاريخية بمستوى توثيقي رفيع في ظلّ ندرة المصادر. تجاوز نقولا ناصيف في «سرّ الدولة: فصول في تاريخ الأمن العام 1945 ــــ 1977» (المديرية العامة للأمن العام ـــ 2013) أخطر عقبة قد تواجه أي باحث جاد يريد عن حق إرضاء ضميره المهني قبل كل شيء».

## المؤلفات
- جيوش لبنان انقسامات وولاءات، 2016.[10]
- جمهورية فؤاد شهاب، دار النهار للنشر، 2008.[11] ISBN 990026484280205171[12]
- المكتب الثاني - حاكم في الظل، دار مختارات، 2006.[13][14]
- ريمون إده جمهورية الضمير، دار النهار للنشر، 2002.[15][16]
- جوزف مغيزل سيرة النضال والحب، دار المكشوف، 1998.[17][18]
- رئاسيات 1998، بالاشتراك مع روزانا بومنصف، دار النهار للنشر، 1998.[19]
- المسرح والكواليس انتخابات 96 في فصولها، بالاشتراك مع روزانا بومنصف، دار النهار للنشر، 1997.[20][21]
- آخر العمالقة - كميل شمعون، دار النهار للنشر، 1988.[22][23]

## وصلات خارجية
- مقالاته في جريدة الأنباء
- مقالاته في جريدة الأخبار